# AGTRAP
AGTRAP (англ. Angiotensin II receptor associated protein) – білок, який кодується однойменним геном, розташованим у людей на короткому плечі 1-ї хромосоми.  Довжина поліпептидного ланцюга білка становить 159 амінокислот, а молекулярна маса — 17 419.
| 10         |  | 20         |  | 30         |  | 40         |  | 50         |
| ---------- |  | ---------- |  | ---------- |  | ---------- |  | ---------- |
| MELPAVNLKV |  | ILLGHWLLTT |  | WGCIVFSGSY |  | AWANFTILAL |  | GVWAVAQRDS |
| IDAISMFLGG |  | LLATIFLDIV |  | HISIFYPRVS |  | LTDTGRFGVG |  | MAILSLLLKP |
| LSCCFVYHMY |  | RERGGELLVH |  | TGFLGSSQDR |  | SAYQTIDSAE |  | APADPFAVPE |
| GRSQDARGY  |  |            |  |            |  |            |  |            |

A: Аланін

C: Цистеїн

D: Аспарагінова кислота

E: Глутамінова кислота

F: Фенілаланін

G: Гліцин

H: Гістидин

I: Ізолейцин

K: Лізин

L: Лейцин

M: Метіонін

N: Аспарагін

P: Пролін

Q: Глутамін

R: Аргінін

S: Серин

T: Треонін

V: Валін

W: Триптофан

Кодований геном білок за функцією належить до фосфопротеїнів. 
Задіяний у таких біологічних процесах як поліморфізм, альтернативний сплайсинг. 
Локалізований у мембрані, ендоплазматичному ретикулумі, цитоплазматичних везикулах, апараті гольджі.